# Боргомале
Боргома̀ле (на италиански: Borgomale; на пиемонтски: Bërgomà, Бъргома) е село и община в Северна Италия, провинция Кунео, регион Пиемонт. Разположено е на 471 m надморска височина. Населението на общината е 393 души (към 2010 г.).